# Gert Bender
Gert Bender (Reutjingen, 17 de abril de 1947) fue un piloto de motociclismo alemán, que compitió en el Campeonato del Mundo de Motociclismo entre 1971 y 1981. Su mejor temporada sería en 1979 en el que acabó quinto en la clasificación general de 125cc.

## Resultados en el Campeonato del Mundo
Sistema de puntuación desde 1969 hasta 1987:
| Posición | 1.º | 2.º | 3.º | 4.º | 5.º | 6.º | 7.º | 8.º | 9.º | 10.º |
| Puntos   | 15  | 12  | 10  | 8   | 6   | 5   | 4   | 3   | 2   | 1    |

### Carreras por año
(Carreras en negrita indica pole position; Carreras en cursiva indica vuelta rápida)
| Año  | Clase | Equipo            | 1     | 2       | 3       | 4      | 5       | 6       | 7       | 8       | 9      | 10     | 11      | 12      | 13    | Pts. | Pos. |
| ---- | ----- | ----------------- | ----- | ------- | ------- | ------ | ------- | ------- | ------- | ------- | ------ | ------ | ------- | ------- | ----- | ---- | ---- |
| 1971 | 125cc | Maico             | AUT 5 | GER 5   | IOM -   | NED 8  | BEL 2   | DDR 14  | CZE 11  | SWE 19  | FIN 3  |        | NAT -   | ESP 7   |       | 41   | 7.º  |
| 1972 | 125cc | Maico             | GER 6 | FRA -   | AUT -   | NAT -  | IOM -   | YUG -   | NED -   | BEL -   | DDR -  | CZE 4  | SWE Ret | FIN Ret | ESP - | 13   | 13.º |
| 1972 | 250cc | Maico             | GER - | FRA Ret | AUT -   | NAT -  | IOM -   | YUG -   | NED -   | BEL 17  | DDR 9  | CZE -  | SWE -   | FIN 9   | ESP - | 4    | 32.º |
| 1973 | 125cc | Maico             | FRA - | AUT -   | GER Ret | NAT 7  | IOM -   | YUG -   | NED -   | BEL Ret | CZE 5  | SWE 14 | FIN 7   | ESP -   |       | 14   | 14.º |
| 1974 | 125cc | Bender Special    | FRA - | GER -   | AUT Ret | NAT -  |         | NED 4   | BEL 7   | SWE Ret |        | CZE 4  | YUG -   | ESP -   |       | 20   | 10.º |
| 1975 | 125cc | Bender Special    | FRA - | ESP Ret | AUT Ret | GER 7  | NAT Ret |         | NED Ret | BEL -   | SWE -  |        | CZE -   | YUG -   |       | 4    | 22.º |
| 1976 | 125cc | BG Bender Special |       | AUT -   | NAT -   | YUG -̈  |         | NED Ret | BEL 4   | SWE 6   | FIN 2  |        | GER Ret | ESP Ret |       | 25   | 8.º  |
| 1977 | 125cc | GB Bender         | VEN - | AUT Ret | GER 5   | NAT 12 | ESP Ret | FRA 4   | YUG -   | NED 3   | BEL 8  | SWE 6  | FIN Ret |         | GBR 5 | 38   | 6.º  |
| 1978 | 125cc | GB Bender         | VEN - | ESP -   | AUT -   | FRA -  | NAT -   | NED -   | BEL -   | SWE -   | FIN -  | GBR -  | GER 6   | CZE -   | YUG - | 5    | 22.º |
| 1979 | 125cc | GB Bender         | VEN - | AUT 3   | GER 5   | NAT -  | ESP -   | YUG -   | NED 4   | BEL -   | SWE 13 | FIN 8  | GBR 2   | FRA 4   | FRA - | 47   | 5.º  |
| 1980 | 125cc | GB Bender         | NAC - | ESP -   | FRA -   | YUG -  | NED 14  | BEL -   | FIN -   | GBR -   | CHE -  | ALE 5  |         |         |       | 6    | 20.º |
| 1981 | 125cc | GB Bender         | ARG - | AUT -   | ALE 4   | NAC -  | FRA -   | ESP DNQ | YUG -   | NED -   | RSM -  | GBR -  | FIN -   | SUE -   | CHE - | 8    | 18.º |